# Gyógymód (Csillagkapu)

## Ismertető
| Figyelem: Itt a Csillagkapu 6. évadjának cselekményét vagy a végkifejletet is olvashatod. |

A CSK-1 egy barátságos bolygóra, a Pangarára érkezik, hogy közvetítsen a Föld és a bolygó vezetősége között. A helyiek néhány évtizede fedezték fel a csillagkaput egy régi templom romjaival együtt, a kapu használatára azonban nem sikerült eddig rájönniük. A Pangara kevésbé fejlett, mint a Föld, azonban rendelkeznek egy tretonin nevű gyógyszerrel, mely lényegében minden betegség ellen hatásos.
A Pangara a tretonint szeretné felajánlani a Föld számára, ám cserébe hat olyan világ elérhetőségét kérnék, melyeket a Goa’uld tart megszállva. O'Neill és a többiek megpróbálják őket lebeszélni erről, de hajthatatlannak tűnnek. Közben Jonas és Teal’c az egyik ásatásokat vezető hölgy társaságában vizsgálják a Goa'uld templom romjainak feliratait. A hölgy valamit el akar árulni a tretoninról, de később meggondolja magát. Jonas ezért belopózik a sátrába és az iratok között megtalálja a tretonin előállítási helyéhez vezető térképet. Ő és Teal'c elmennek utána járni a dolognak, míg Jack és Carter visszatérnek a CSKP-ra egy adag tretonin mintával, kivizsgálás céljából.
A Földön kiderül, hogy a tretonin hasonlóan működik, mint a Goa'uld szimbióták gyógyító ereje, vagyis képes meggyógyítani a legtöbb betegséget, azonban kiüti a kezelt fél immunrendszerét, így a szer rendszeres szedése nélkül a kezelt páciens meghal - hasonlóan a Jaffákhoz, miután a szimbiótájuk elpusztult. Közben Teal'c és Jonas rájönnek, hogy a bolygón tömegesen tartanak szimbiótákat és belőlük nyerik ki a tretonint. Más furcsa dolog is történik, amikor egy baleset következtében az egyik helybélit megszállja egy szimbióta, ám az nem veszi át teste felett az irányítást, sőt elájul.
A pangaraiak végül beismerik, hogy valójában egy Goa'uld anyakirálynőt találtak 50 éve a romok között, így jutottak hozzá a számtalan szimbiótához. A királynő azonban haldoklik, ezért lett volna szükségük más Goa'uld uralta világok címeire. Az anyakirálynőt egy üvegcellában tartják. A CSK-1 szól a Tok'rák, hátha magyarázatot tudnak találni a szimbióták szokatlan gyengeségére, illetve képesen segíteni a lakosoknak, hogy leszokhassanak a tretonin szedéséről, hiszen nélküle a lakosság kezelés alatt álló része elpusztulna. A Tok'rák rájönnek, hogy a királynő mintha szándékosan változtatott volna meg egy gént a szimbiótákban, hogy azok ne birtokolhassák a tudását, így ne legyenek képesek a test felett átvenni az irányítást. A hibás gén a felelős azért is, hogy nem tudják kipótolni a tretonin hatását.
Végül Jonasnak sikerül lefordítani az igen régen íródott templomfeliratok egy érdekes részét. Kiderül, hogy a bolygó valamikor régen Ré rendszerúrhoz tartozott, majd egy másik rendszerúr foglalta el tőle a bolygót. Így feledésbe merült, hogy az eredeti templom valójában egy börtön volt, melyet "a Goa'uld áruló ellenségének" építettek. Rájönnek, hogy ez nem más, mint maga Egeria anyakirálynő börtöne. A szimbióták anyja, melyekből a tretonint készítik nem más, mint a haldokló Tok'ra anyakirálynő!
A bolygó lakói nem tudták az igazságot, a Tok'rák pedig követelik vissza a királynőjüket, népük túlélésének egyetlen reménységét. Viszont tretonin nélkül a bolygó lakosságának mintegy 20%-a pusztulna el. Végül az egyik Tok'ra beoson a királynő üvegcellájához, és feláldozza magát: elhagyja a gazdatestet, hogy abban helyet foglalhasson a királynő. Az anyakirálynő haldoklik, de megbocsát a pangaraiaknak, és elárulja, hogyan módosította a szimbióták génállományát, így sikerülhet megtalálni a tretonin "ellenszerét". A haldokló királynőt a Tok'rák magukkal viszik, a CSK-1 pedig visszatér a parancsnokságra.

## Érdekességek
- Később a Tok'rák tovább tudták fejleszteni a tretonint, hogy a jaffák ennek szedésével pótolhassák szimbiótájukat annak halála után.
- Ebben a részben láthatunk először egy Goa'uld (pontosabban Tok'ra) anyakirálynőt gazdatest nélkül. Korábban csak Hathorral találkozhattunk, de ő a gazdatestében tartózkodott.

## Külső hivatkozások
- Epizódismertető a csillagkapu.hu-n
- Stargate Wiki link (angolul)